# Berguggleskärra
Berguggleskärra (Aegotheles albertisi) är en fågel i familjen uggleskärror. Den förekommer i bergsskogar på Nya Guinea. Beståndet anses vara livskraftigt.

## Utseende och läte
Berguggleskärran är en liten uggleskärra, med mörkt huvud, ljus halskrage samt tvärbandad rygg och stjärt. En roströd form förekommer också. Den kan överlappa i utbredning med vattrad uggleskärra, men denna saknar den ljusa halskragen, och vogelkopuggleskärran som har tvärbandat bröst. Lätet består av ett vasst och fallande "wek!" eller dubblerat "wek-wek!", antingen likt en pipleksak eller mer raspigt.

## Utbredning och systematik
Berguggleskärra förekommer i bergstrakter på Nya Guinea, från Vogelkophalvön, Wandammenbergen och Fojabergen genom centrala Nya Guinea till Huonhalvön och Sydöstra halvön. Den behandlas numera vanligen som monotypisk, det vill säga att den inte delas in i några underarter. Taxonet archboldi, tidigare och i viss mån fortfarande behandlad som en egen art, betraktas idag oftast som en del av berguggleskärran.

## Levnadssätt
Berguggleskärran är en nattaktiv fågel som hittas i bergsskogar. Dagtid kan den ibland vila i täta snår.

## Status
Arten har ett stort utbredningsområde, men tros minska i antal, dock inte tillräckligt kraftigt för att den ska betraktas som hotad. Internationella naturvårdsunionen IUCN listar arten som nära hotad (LC). Notera dock att IUCN fortfarande behandlar taxonet archboldi som egen art, här synonymiserad med berguggleskärran, varför den populationen hotkategoriseras för sig, också som livskraftig.

## Namn
Fågelns vetenskapliga artnamn hedrar Luigi Maria Conte d’Albertis (1841-1901), italiensk botaniker, zoolog och etnolog verksam i Ostindien och på Nya Guinea 1871-1878.